# أبو الحسن الديلمي
أبو الحسن الديلمي (وُلد في النص الأول من القرن 10 - وتٌوفي ق. 1001/02) كان مؤلفًا صوفيًا من أصل ديلمي، وكان يقيم في شيراز خلال القرن العاشر. ويعتبر كتابه "عطف الألف المعلوف على اللام المعتوف"، على الرغم من كتابته باللغة العربية، أول نص صوفي فارسي في موضوع الحب الإلهي.
وتؤكد المعلومات غير المباشرة أن الديلمي ينتمي إلى إحدى العائلات الديلمية في العصر البويهي، التي غادرت شمال إيران في النصف الأول من القرن العاشر واستقرت في أماكن جنوبها، وخاصة منطقة فارس. وبناءً على ذلك، فمن المرجح أن يكون الديلمي قد ولد في النصف الأول من القرن العاشر. ودرس الديلمي العرفان على يد ابن خفيف (ت 982)، الذي كان أيضًا من أصل ديلمي. ابتداءً من عام 963 فصاعدًا، وبينما كان الديلمي لا يزال شابًا، تدرب على السالك (الطريقة الصوفية) على يد ابن خفيف أيضًا.
وقد كتب الديلمي عن حياة ابن خفيف وأقواله في كتابه سيرة الشيخ الكبير أبو عبد الله بن خفيف الشيرازي. وتشير معلوماتها إلى أن الديلمي تفاعل وانتسب إلى أغلبية طلاب ابن خفيف وأصدقائه. ويقال أيضًا إن الديلمي التقى بأبي نصر السراج (توفي عام 988) وأبي عبد الله حسين بن أحمد البيطار (توفي عام 974)، وفقًا لما كتبه في تقرير شد الأزر ، الذي يُنقل عن الديلمي. وبحسب رواية المؤرخ المصري القفطي (توفي عام 1248)، فقد اجتمع الديلمي مع آخرين بحضور الوزير البويهي مؤيد الملك أبو علي أحمد بن حسين الرخاخجي، الذي كان في منصبه منذ عام 1002؛ له كتاب آخر اسمه المشيخة.
ويبدو أن الديلمي زار عددًا من مدن العالم الإسلامي منها مكة، وبغداد، وأنطاكية، وربما أماكن أخرى أيضًا. وفي النهاية عاد إلى شيراز، حيث بقي هناك لفترة طويلة. توفي سنة 1001 أو 1002. لا توجد أي معلومات باقية عن عائلته أو طلابه أو مكان وفاته أو مكان دفنه.